# Lijst van Tweede Kamerleden voor de NSB
Een overzicht van alle voormalige Tweede Kamerleden voor de Nationaal-Socialistische Beweging (NSB).
| Tweede Kamerlid                 | Begindatum   | Einddatum         |
| ------------------------------- | ------------ | ----------------- |
| Gerhardus Dieters               | 8 juni 1937  | 13 september 1945 |
| Max de Marchant et d'Ansembourg | 8 juni 1937  | 3 februari 1941   |
| Meinoud Rost van Tonningen      | 11 juni 1937 | 5 juni 1945       |
| Hendrik Jan Woudenberg          | 8 juni 1937  | 13 september 1945 |